# Ceresara
Ceresara is een gemeente in de Italiaanse provincie Mantua (regio Lombardije) en telt 2544 inwoners (31-12-2004). De oppervlakte bedraagt 37,8 km², de bevolkingsdichtheid is 67 inwoners per km².

## Demografie
Ceresara telt ongeveer 907 huishoudens. Het aantal inwoners steeg in de periode 1991-2001 met 1,2% volgens cijfers uit de tienjaarlijkse volkstellingen van ISTAT.
| Jaar | Inwoneraantal |
| ---- | ------------- |
| 1991 | 2434          |
| 2001 | 2462          |

## Geografie
Ceresara grenst aan de volgende gemeenten: Casaloldo, Castel Goffredo, Gazoldo degli Ippoliti, Goito, Guidizzolo, Medole, Piubega, Rodigo.

## Geboren
- Gianbattista Baronchelli (1953), wielrenner